# Ульяново (Московская область)
Ульяново — деревня в Можайском районе Московской области в составе Порецкого сельского поселения. Численность постоянного населения по Всероссийской переписи 2010 года — 1 человек. До 2006 года Ульяново входило в состав Синичинского сельского округа.
Деревня расположена на западе района, примерно в 13 км к северо-западу от Уваровки, у истока безымянного правого притока Москва-реки, высота центра над уровнем моря 260 м. Ближайший населённый пункт — Кузяево в 1 км на запад.